# 瑜伽山摩崖造像
瑜伽山摩崖造像，位于中国河北省石家庄市平山县南冶村，2013年3月5日公布为第七批全国重点文物保护单位。
瑜伽山摩崖造像的历史年代为宋、明。